# Чепурный, Назар Вячеславович
Назар Вячеславович Чепурный (укр. Назар Вячеславович Чепурний; род. 3 сентября 2002, Черкассы) — украинский спортивный гимнаст. Представлял Украину на летних Олимпийских играх 2024 года. Входил в состав команды, завоевавшей золотую медаль на чемпионате Европы по спортивной гимнастике среди мужчин 2024 года, и серебряную медаль на чемпионате мира среди юниоров 2019 года. В индивидуальном прыжке является чемпионом Летней Универсиады 2011 года, серебряным призером летних юношеских Олимпийских игр 2018 года и бронзовым призёром чемпионатов мира 2023 года и Европы 2024 года. Кроме того, является чемпионом мира среди юниоров 2019 года на перекладине.

## Биография

### 2016 год
Участвовал в чемпионате Европы среди юниоров, который проходил в Берне, Швейцария.

### 2018 год
Участвовал в Международном кубке Украины, где занял первое место в многоборье. Участвовал в чемпионате Европы среди юниоров вместе с Ильей Ковтуном, Владиславом Гриневичем, Дмитрием Шишко и Романом Ващенко, где помог Украине занять пятое место в командном зачёте и занял девятое место в многоборье. Затем участвовал во Всемирных школьных спортивных играх в Марракеше, где занял второе место в многоборье после Диогу Соареша и третье место на кольцах, но выиграл золотую медаль на перекладине. Также выиграл бронзовую медаль на кольцах и серебряную медаль в многоборье.
Представлял Украину на юношеских Олимпийских играх 2018 года. Был частью команды, выигравшей золотую медаль. Прошел в четыре индивидуальных финала: многоборье, вольные упражнения, опорный прыжок и брусья. Занял шестое место в многоборье и четвертое место в вольных упражнениях и брусьях. Выиграл серебряную медаль в опорном прыжке, уступив Брэндону Брионесу.

### 2019 год
Участвовал в Международном кубке Украины и чемпионате Украины, где занял второе место в многоборье после Ильи Ковтуна. Был выбран для участия в первом чемпионате мира среди юниоров в Дьёре вместе с Ильёй Ковтуном и Владимиром Костюком. Помог Украине занять второе место после Японии, а в индивидуальном зачёте занял седьмое место в многоборье. Квалифицировался в финалы по трём видам спорта: вольные упражнения, брусья и перекладина. Завоевал бронзу в вольных упражнениях после Рю Сон Хёна и Феликса Дольчи, занял седьмое место на брусьях и завоевал золотую медаль на перекладине. Затем принял участие в летнем Европейском юношеском олимпийском фестивале в Баку, Азербайджан. Вместе с Ильёй Ковтуном и Владимиром Костюком завоевал золотую медаль в командном зачёте. Занял шестое место в многоборье и четвёртое в опорном прыжке, но завоевал три личные медали: золото в вольных упражнениях и на коне и серебро в упражнениях на кольцах, уступив Мухаммаджону Якубову.

### 2021 год
Участвовал в Кубках мира по спортивной гимнастике в Варне и Каире. Выиграл золотую медаль в опорном прыжке на каждом из них, а также завоевал бронзовую медаль в упражнениях на коне в Каире. В итоге занял первое место в 2020 —2021 годах в опорном прыжке. Был выбран для участия в чемпионате мира по спортивной гимнастике квалифицировался в финал опорного прыжка, заняв первое место. Однако во время финала соревнований упал во время второго опорного прыжка и занял седьмое место.

### 2022 год
Участвовал в Кубке мира в Котбусе, где выиграл серебро в опорном прыжке, уступив Артуру Давтяну. Затем принял участие в Кубке мира в Дохе, где снова выиграл серебро в опорном прыжке, уступив Артуру Давтяну. На чемпионате мира в Каире завоевал третью подряд серебряную медаль в опорном прыжке, уступив Артуру Давтяну. Участвуя в Кубке мира в Баку, завоевал золото в опорном прыжке.

### 2023 год
В апреле участвовал в чемпионате мира в Каире, где выиграл серебро в опорном прыжке, уступив Артуру Давтяну. В августе участвовал во Всемирной универсиаде, где помог Украине занять 11-е место в командном зачете. В индивидуальном зачете выиграл золото в опорном прыжке. На чемпионате мира 2023 года в Антверпене помог Украине занять двенадцатое место в командном зачете во время квалификации, что принесло ей командную путевку на Олимпийские игры 2024 года. В индивидуальном зачёте прошел в финал по опорному прыжку. В финале набрал 14,766 баллов, завоевав бронзовую медаль, уступив Джейку Джармену из Великобритании и Хою Янгу из США.
В декабре был удостоен звания «Заслуженный мастер спорта Украины» за достижения на чемпионатах мира.

### 2024 год
Участвовал в Кубках мира в Каире и Баку: выиграл серебро и золото в опорном прыжке соответственно. Выступал на чемпионате Европы 2024 года вместе с Ильей Ковтуном, Игорем Радивиловым, Радомиром Стельмахом и Олегом Верняевым, вместе они вышли в командный финал, заняв первое место. В финале завоевал бронзу в опорном прыжке, уступив Джейку Джармену и Артуру Давтяну. В командном финале внёс свой вклад в вольные упражнения, опорный прыжок и брусья, что помогло Украине занять первое место.
Выступал на Олимпийских играх 2024 года вместе с Ковтуном, Радивиловым, Стельмахом и Верняевым. Во время квалификационного раунда помог Украине выйти в командный финал, а в индивидуальном зачете — в финал опорного прыжка. В командном финале внёс вклад в достижение Украиной пятого места в вольных упражнениях и опорном прыжке. Занял шестое место в опорном прыжке, отстав на пять сотых (0,05) балла от бронзового призера Харри Хепуорта.